# Puchar Narodów Afryki 2021 (kwalifikacje)/Grupa J
Grupa J jest jedną z dwunastu grup eliminacji do turnieju o Puchar Narodów Afryki 2021. Składa się z czterech niżej wymienionych reprezentacji:
- Tunezja
- Libia
- Tanzania
- Gwinea Równikowa

Każda drużyna rozegra z każdym z pozostałych rywali dwa mecze, jeden na własnym stadionie, drugi na stadionie rywala. Mecze rozgrywane będą od listopada 2019 roku do września 2020. Dwa najlepsze zespoły w grupie uzyskają awans do turnieju finałowego.
Z powodu pandemii COVID-19 wszystkie mecze kolejek numer 3 i 4 (zaplanowane na marzec 2020) zostały odwołane, bez podania nowej daty ich rozegrania.
30 czerwca 2020 roku CAF ogłosił przesunięcie rozegrania turnieju głównego ze stycznia 2021 na styczeń 2022. 19 sierpnia 2020 roku zapadła decyzja o nowych terminach meczów eliminacyjnych: kolejki numer 3 i 4 mają zostać rozegrane w dniach 9-17 listopada 2020, a kolejki 5 i 6 22-30 marca 2021. 

## Tabela
| Msc. | Zespół           | M | W | R | P | Br+ | Br- | +/- | Pkt |
| ---- | ---------------- | - | - | - | - | --- | --- | --- | --- |
| 1    | Tunezja          | 6 | 5 | 1 | 0 | 14  | 5   | +9  | 16  |
| 2    | Gwinea Równikowa | 6 | 3 | 0 | 3 | 7   | 7   | 0   | 9   |
| 3    | Tanzania         | 6 | 2 | 1 | 3 | 5   | 6   | -1  | 7   |
| 4    | Libia            | 6 | 1 | 0 | 5 | 7   | 15  | -8  | 3   |

|                  | Tunezja | Gwinea Równikowa | Tanzania | Libia |
| ---------------- | ------- | ---------------- | -------- | ----- |
| Tunezja          | X       | 2:1              | 1:0      | 4:1   |
| Gwinea Równikowa | 0:1     | X                | 1:0      | 1:0   |
| Tanzania         | 1:1     | 2:1              | X        | 1:0   |
| Libia            | 2:5     | 2:3              | 2:1      | X     |

## Wyniki

### Kolejka 1
| 15 listopada 2019 17:00 CET | Tanzania · Msuva 69' · Abubakar 90+2' | 2:1(0:1)Raport | Gwinea Równikowa · Obiang 15' | Benjamin Mkapa National Stadium, Dar es Salaam Sędzia: Imtehaz Heeralall |
|                             |                                       |                |                               |                                                                          |

| 15 listopada 2019 20:00 CET | Tunezja · Khazri 33', 90' · Khaoui 41', 52' | 4:1(2:1)Raport | Libia · Elhouni 45+1' | Stadion Olimpijski, Radis Sędzia: Mahmoud El Banna |
|                             |                                             |                |                       |                                                    |

### Kolejka 2
| 19 listopada 2019 20:00 CET | Gwinea Równikowa | 0:1(0:0)Raport | Tunezja · Khazri 74' | Nuevo Estadio de Malabo, Malabo Sędzia: Mohamed Athoumani |
|                             |                  |                |                      |                                                           |

| 19 listopada 2019 20:00 CET | Libia · Al Warfali 68' (k.) · Saltou 81' | 2:1(0:1)Raport | Tanzania · Samatta 18' (k.) | Stade Mustapha Ben Jannet, Monastyr (Tunezja) Sędzia: Ishmael Chizinga |
|                             |                                          |                |                             |                                                                        |

### Kolejka 3
| 11 listopada 2020 20:00 CET | Libia · Al Warfali 55' (k.) · Bettamer 58' | 2:3(0:1)Raport | Gwinea Równikowa · Josete 33' · Obiang 90+1' · Obama 90+4' | Stad as-Salam, Kair (Egipt) Sędzia: Bakary Gassama |
|                             |                                            |                |                                                            |                                                    |

| 13 listopada 2020 20:00 CET | Tunezja · Msakni 18' (k.) | 1:0(1:0)Raport | Tanzania | Stadion Olimpijski, Radis Sędzia: Helder Martins de Carvalho |
|                             |                           |                |          |                                                              |

### Kolejka 4
| 15 listopada 2020 20:00 CET | Gwinea Równikowa · Salvador 27' | 1:0(1:0)Raport | Libia | Nuevo Estadio de Malabo, Malabo Sędzia: Norman Matemera |
|                             |                                 |                |       |                                                         |

| 17 listopada 2020 20:00 CET | Tanzania · Salum 48' | 1:1(0:1)Raport | Tunezja · Khaoui 11' | Benjamin Mkapa National Stadium, Dar es Salaam Sędzia: Celso Alvação |
|                             |                      |                |                      |                                                                      |

### Kolejka 5
| 25 marca 2021 20:00 CET | Libia · Ellafi 21', 54' | 2:5(1:1)Raport | Tunezja · Skhiri 39' · Jaziri 48', 90+3' · Dräger 51' · Slimane 84' | Martyrs of February Stadium, Bengazi Sędzia: Daouda Guèye |
|                         |                         |                |                                                                     |                                                           |

| 25 marca 2021 20:00 CET | Gwinea Równikowa · Nsue 90' | 1:0(0:0)Raport | Tanzania | Nuevo Estadio de Malabo, Malabo Sędzia: Bernard Camille |
|                         |                             |                |          |                                                         |

### Kolejka 6
| 28 marca 2021 15:00 CET | Tunezja · Jaziri 4' · Akapo 52' (sam.) | 2:1(1:0)Raport | Gwinea Równikowa · Chaouat 88' (sam.) | Stadion Olimpijski, Radis Sędzia: Jean-Jacques Ndala |
|                         |                                        |                |                                       |                                                      |

| 28 marca 2021 15:00 CET | Tanzania · Msuva 45+2' | 1:0(1:0)Raport | Libia | Benjamin Mkapa National Stadium, Dar es Salaam Sędzia: Hassan Mohamed Hagi |
|                         |                        |                |       |                                                                            |

## Strzelcy
3 gole
- Seifeddine Jaziri
- Saîf-Eddine Khaoui
- Wahbi Khazri

2 gole
- Pedro Obiang
- Sanad Al Warfali
- Muaid Ellafi
- Simon Msuva

1 gol
- Josete Miranda
- Emilio Nsue
- Salomón Obama
- Iban Salvador
- Mohamed Bettamer
- Hamdou Elhouni
- Mohamed Anis Saltou
- Salum Abubakar
- Feisul Salum
- Mbwana Samatta
- Mohamed Dräger
- Youssef Msakni
- Ellyes Skhiri
- Anis Ben Slimane

Gole samobójcze
- Carlos Akapo (dla Tunezji)
- Firas Chaouat (dla Gwinei Równikowej)